# Leo Löwenthal
Leo Löwenthal (ur. 3 listopada 1900, Frankfurt nad Menem, Niemcy, zm. 21 stycznia 1993, Berkeley, USA) – niemiecki socjolog żydowskiego pochodzenia związany ze szkołą frankfurcką.

## Polskie przekłady
- Literatura i społeczeństwo, tłum. b.d. [w:] Andrzej Mencwel (red.), W kręgu socjologii literatury, PIW, Warszawa 1980
- Recepcja dzieła Dostojewskiego w Niemczech: 1880—1920, tłum. b.d. [w:] ibid.
- O społecznej sytuacji literatury, tłum. Jerzy Łoziński, [w:] Jerzy Łoziński (red.), Szkoła frankfurcka, Kolegium Otryckie, Warszawa 1985-1987
- Interpretacja Dostojewskiego w Niemczech przedwojennych, tłum. Jerzy Łoziński, [w:] ibid.
- Jednostka w indywidualistycznym społeczeństwie. Uwagi o Ibsenie, tłum. Jerzy Łoziński, [w:] ibid.
- Knut Hamsun. Przyczynek do prehistorii ideologii autorytarnej, tłum. Jerzy Łoziński, [w:] ibid.

## Ważniejsze opracowania
- Antoni Malinowski, Szkoła frankfurcka a marksizm, PWN, Warszawa 1979